# Haddington House

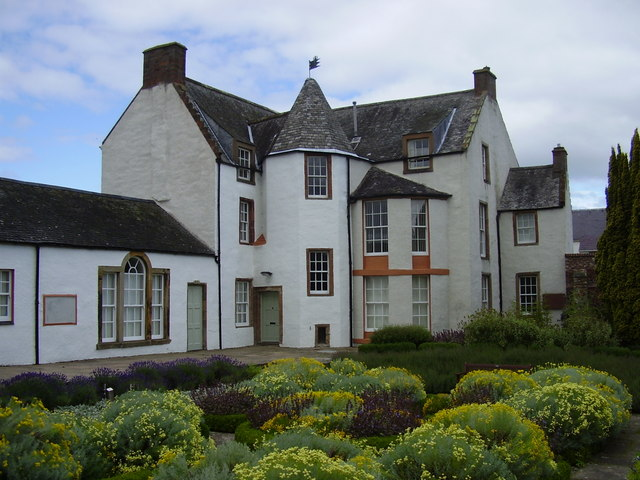
Haddington House

Haddington House ist eine Villa in der schottischen Stadt Haddington in der Council Area East Lothian. 1971 wurde das Gebäude in die schottischen Denkmallisten in der höchsten Kategorie A aufgenommen.

## Geschichte
Die Villa wurde am Standort eines mittelalterlichen Gebäudes errichtet. Die Jahresangabe 1680 neben den Initialen von Alexander Maitland und seiner Ehefrau Katherine Cunninghame im Eingangsbereich spiegelt nicht das Baujahr des aus dem 17. Jahrhundert stammenden Bauwerks wider. Trotzdem gilt die Villa als ältestes erhaltenes Gebäude in Haddington. Der südwärtige Flügel stammt aus dem 18. Jahrhundert, während ein kleiner Anbau um 1800 hinzugefügt wurde. 1969 wurde Haddington House restauriert und als Hauptsitz der Lamp of Lothian genutzt.

## Beschreibung
Haddington House liegt direkt an der Sidegate im Süden von Haddington. Das Mauerwerk des dreistöckigen Bauwerks mit L-förmigem Grundriss besteht aus Bruchstein. Die Fassaden sind mit Harl verputzt und die Dächer mit Schiefer eingedeckt. Der Eingangsbereich an der Ostseite weist zur Straße hin. Eine Treppe mit steinerner Balustrade führt zu dem gewölbten Vordach, das mit dorischen Säulen gestaltet ist. Im Gebäudeinnenwinkel an der Rückseite tritt ein oktogonaler Treppenturm hervor, an den sich eine später hinzugefügte Auslucht schmiegt. An der Südseite geht ein einstöckiger Anbau ab.